# Orangebröstad solfågel
Orangebröstad solfågel (Anthobaphes violacea) är en fågel i familjen solfåglar inom ordningen tättingar. Den placeras som ensam art i släktet Anthobaphes. Fågeln förekommer på hedar och i proteasnår och är endemmisk för sydvästra Kapprovinsen i Sydafrika. IUCN kategoriserar arten som livskraftig.

## Systematik

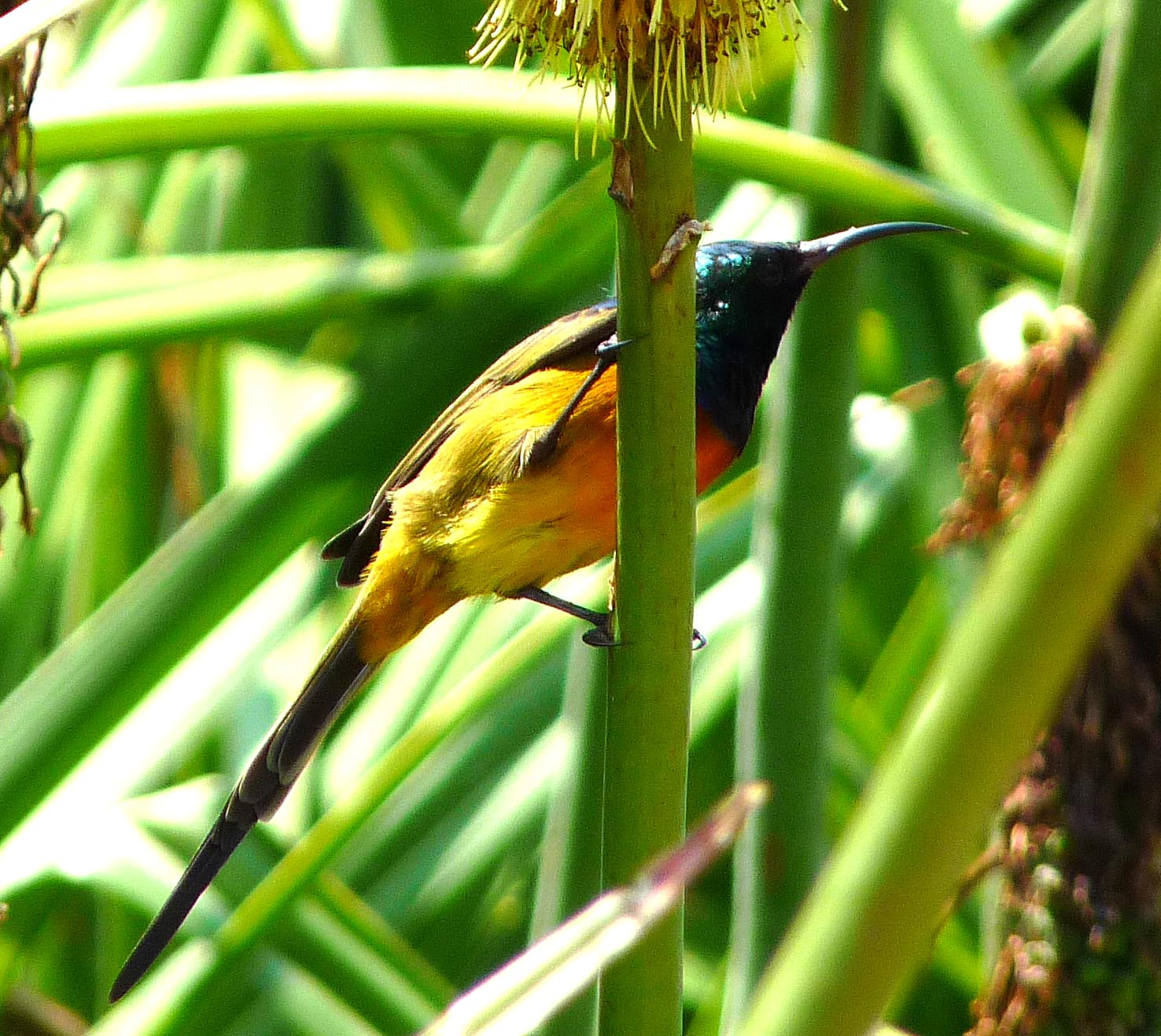

År 1760 inkluderade den franska zoologen Mathurin Jacques Brisson den orangebröstade solfågeln i sin Ornithologie baserad på ett specimen insamlat på Godahoppsudden. Han använde då det franska namnet Le petit grimpereau a longue queue du Cap de Bonne Espérance och det latinska Certhia Longicauda Minor Capitis Bonae Spei. Även om Brisson myntade ett latinskt namn så rättade sig denna beskrivning inte efter det binomiala systemet och erkänns därför inte av International Commission on Zoological Nomenclature. När Carl von Linné 1766 uppdaterade sin Systema Naturae för den tolfte upplagan, så lade han till 240 som nyligen beskrivits av Brisson, varav orangebröstad solfågel var en, och myntade då namnet Certhia violacea.
Idag placeras den som ensam art i släktet Anthobaphes som beskrevs 1850 av den tyska ornitologen Jean Cabanis. Namnet härrör från gammalgrekiskans anthobaphēs "ljusfärgad", från ανθος som betyder "blomma" och βαφη som betyder "färgad".

## Utseende
Precis som med andra solfåglar så har den lång böjd näbb, där hanens näbb är längre än honans. Näbb och ben är svarta, och ögat är mörkbrunt. Huvud, strupe och mantel hos den adulta hanen är kraftigt grönskimrande, medan övriga delar på ovansidan är olivgröna. Övre delen av bröstet skimrar i violett och nedre delen är kraftigt orange, men övergår i ljusare orange till gult på magen. Stjärten är lång och svartaktig, med förlängda centrala fjädrar, som sträcker sig längre bak än övriga fjädrar. Den adulta honan har olivgröngrå ovansida och olivgul undersida som ljusnar nedåt magen. Vingar och stjärt är svartaktiga. I juvenil dräkt påminner den om honan.
Dess lockläte är ett nasalt, svagt ssharaynk eller sskrang, som ofta upprepas flera gånger.

## Utbredning och biotop
Orangebröstad solfågel är endemisk för i den bergiga buskbiotopen fynbos i Västra Kapprovinsen i Sydafrika, och förekommer främst i områden med klockljung och protea. Den är en flyttfågel och flyttar högre upp i bergsområdena under det södra halvklotets sommar.

## Ekologi

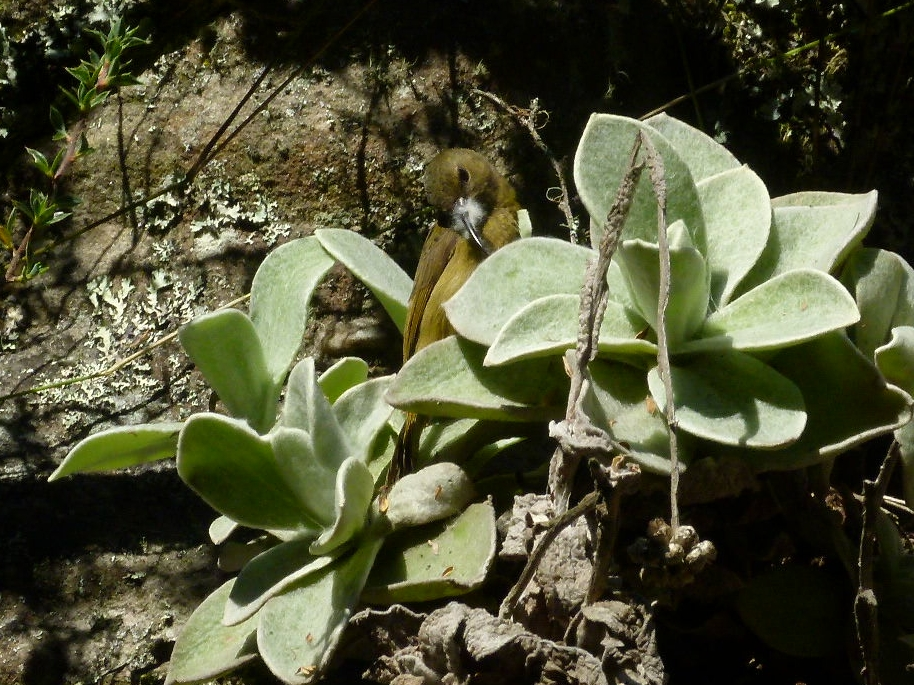
Hona som samlar bomaterial.

### Häckning
Den häckar från februari till november, men främst i maj, när heden blommar. Hanen försvarar sitt revir mycket aggressivt mot inkräktare. Det hängande äggformade boet byggs framförallt av honan, av rottrådar, fina kvistar, blad och gräs, binds ihop med spindelväv och fodras med brunt dun från protea. Öppningen sitter på övre delen. Vanligtvis består kullen av två ägg som honan ruvar själv. Äggen kläcks efter ungefär 14–15 dagar och båda föräldrarna tar hand om ungarna. Ungarna matas främst med insekter och spindeldjur. Utanför häckningstid är den social och bildar flockar på uppemot 100 individer.

### Föda
Orangebröstad solfågel lever på nektar från blommor, främst från släktena klockljung (erica) och proteaväxter (Protea), även om den även födosöker på andra blommande växter. Den fångar även insekter och spindeldjur, oftast i luften. I sitt födosök pollinerar den växter av släktena Protea, Leucospermum och Erica som den besöker för att få nektar. De sitter på marken för att nå de lägst placerade blommorna, som Hyobanche sanguinea och Lachenalia luteola. Den ägnar sig även åt så kallad nektarstöld, från växter med långa tubformade kronblad, som hos Chasmanthe floribunda. Det innebär att de gör hål på blomman och kommer åt nektarn utan att pollinera den.

## Hot och status
Orangebröstad solfågel kategoriseras som livskraftig (LC) av IUCN. Dock påverkas populationen negativt av urbaniseringen, områden som anläggs som jordbruksmark och fynbosbränder.